# (13578) 1993 MK
(13578) 1993 MK là một tiểu hành tinh nằm ở rìa trong của vành đai chính. Nó được phát hiện bởi Henry E. Holt ở Đài thiên văn Palomar ở Quận San Diego, California, ngày 17 tháng 6 năm 1993.